# Weteritzer Park

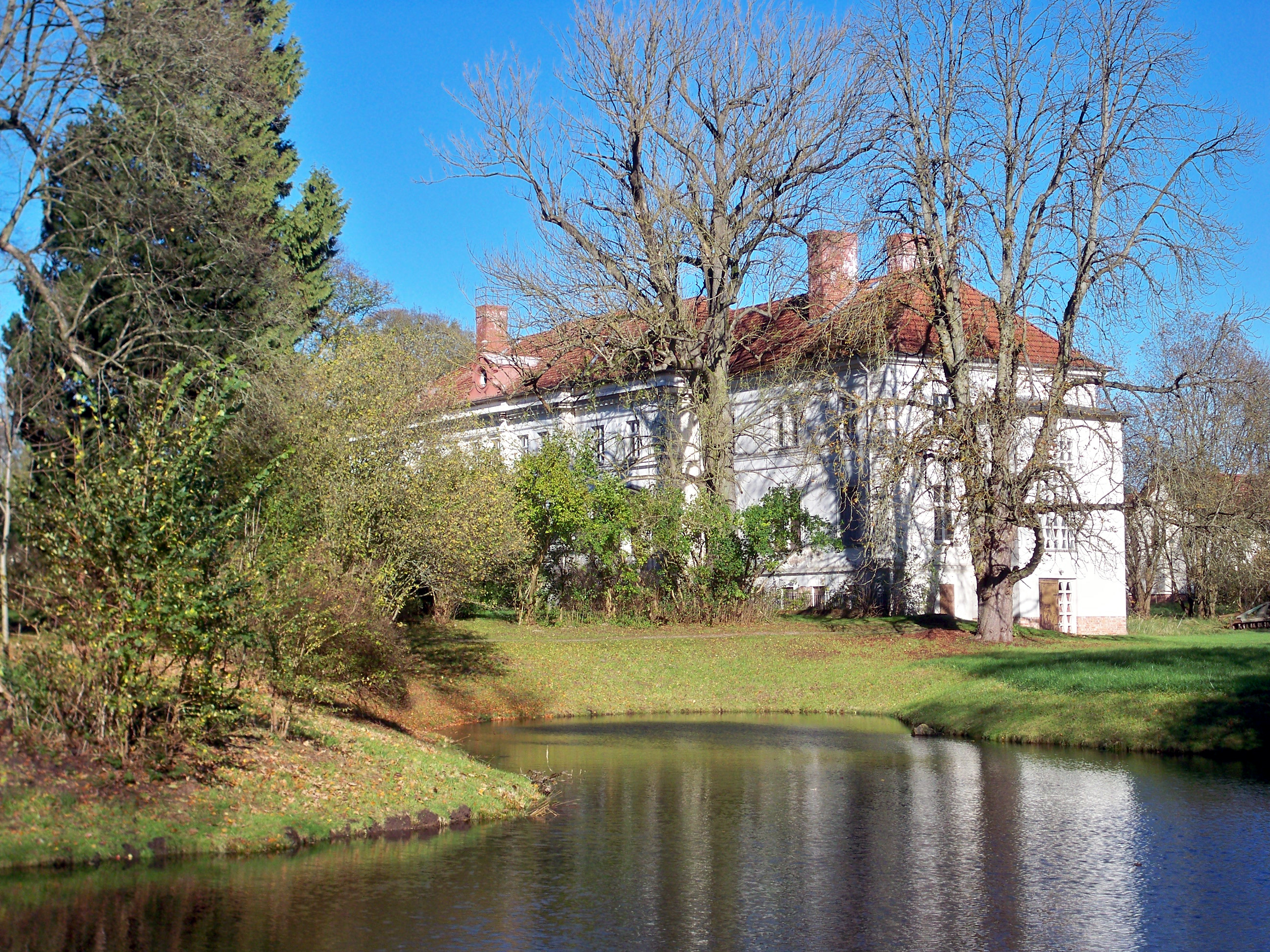
Das Herrenhaus vom Park aus

Der Weteritzer Park ist eine Parkanlage in Weteritz, einem Ortsteil von Gardelegen in Sachsen-Anhalt. 

## Geographie und Ausstattung

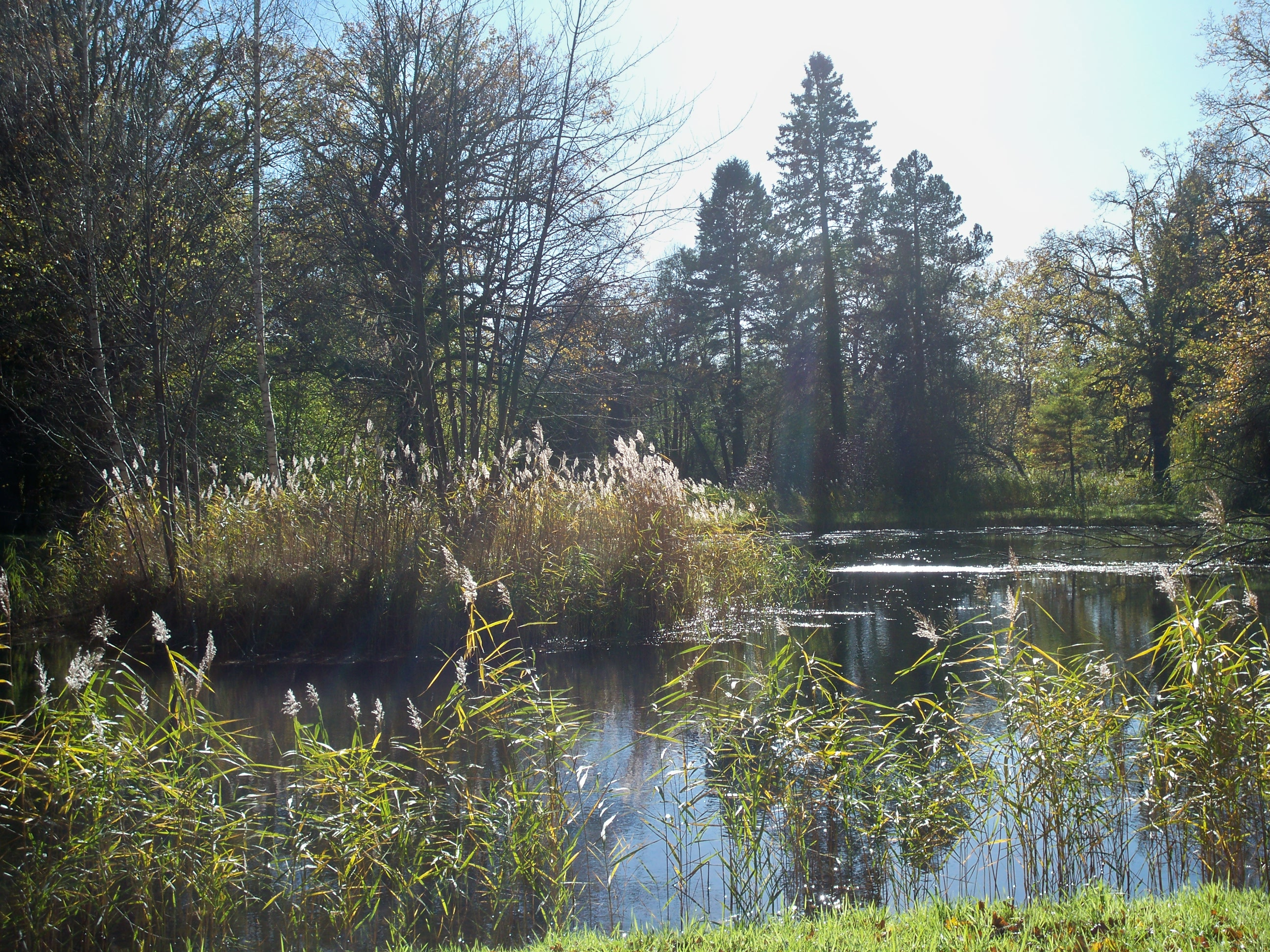
Teichlandschaft im Park

Der Park umfasst heute noch rund fünf Hektar. Er war ursprünglich 16 Hektar groß. Am Nordostrand des Parks steht das heute ungenutzte Herrenhaus Weteritz.
Auf dem Gelände gibt es drei Teiche, darunter den Quellteich, die vom Weteritzer Bach gespeist werden, einem Nebenfluss der Milde. Der Baumbestand umfasst Arten aus vier Kontinenten.
Nur wenig südlich des Geländes führt die Schnellfahrstrecke Hannover–Berlin entlang.

## Geschichte
Der Park wurde 1830 als englischer Landschaftsgarten von der Familie von Alvensleben errichtet. Gleichzeitig entstand das Herrenhaus. Der preußische Gartenarchitekt Peter Joseph Lenné kannte die Anlage, hat sie jedoch nicht entworfen. Sie enthält aber Elemente seiner Gartenbaukunst. Ab 1870 wurde der Park mehrmals erweitert. Einer der Besitzer war Hubert Roth, der auch Dendrologe war und im Park Hemlocktannen pflanzte, die dort bis heute wachsen.
1973 wurde der Park zum Geschützten Park erklärt. 2014 wurde der Gehölzzustand als mangelhaft beurteilt.